# Fort V Twierdzy Toruń
Fort V Twierdzy Toruń (dawniej III Scharnhorst, obecnie Jan Karol Chodkiewicz) – główny fort artyleryjski przy ulicy Polnej.
Powierzchnia fortu wynosi 4,26 ha.

## Historia
Został wzniesiony w latach 1879–1884 do obrony linii kolejowej do Grudziądza. Jego ogień mógł docierać do Łysomic. Koszt budowy fortu wyniósł 2 434 202 marek niemieckich.
Fort przechodził modernizacje w latach 1889–1893, ok. 1905 i w 1914. W 1914 roku zamurowano część okien, pozostałe uzupełniając okiennicami pancernymi, wzniesiono trawersy w głównych przejściach wewnętrznych. Obiekt stale pełnił funkcje koszarowe.
W latach 1920–1922 stał pusty, od 1922 roku do 1923 roku kwaterowała w nim 1 kompania wartownicza warsztatów amunicyjnych, następnie kompania 63 toruńskiego pułku piechoty.
Fort należy do osoby prywatnej.